# Anthony Hope
Sir Anthony Hope Hawkins, mer känd som Anthony Hope, född 9 februari 1863 i Lower Clapton i London, död 8 juli 1933, var en engelsk romanförfattare och dramatiker. 
Trots att Hope var en produktiv författare, speciellt av äventyrsromaner, är han främst ihågkommen för två böcker: The Prisoner of Zenda, (1894), (Fången på Zenda) och dess uppföljare Rupert of Hentzau, (1898), (I drottningens tjänst). Dessa verk utspelar sig i det samtida fiktiva landet Ruritanien. Romanen Fången på Zenda har inspirerat till ett flertal filmer. Mest känd är troligtvis 1937 års Hollywoodfilm med samma namn.

## Biografi

### Ungdom
Hope föddes i Clapton, då beläget i utkanten av London, där hans far, Edward Connerford Hawkins, var rektor för St John's Foundational School for the Sons of Poor Clergy (nu omdöpt till St John's School, Leatherhead och utflyttat från London). Hopes mor, Jane Isabella Grahame, var faster till Kenneth Grahame, författaren till Wind in the Willows, (Det susar i säven).  Hope utbildades av sin far och senare vid Marlborough College, där han var utgivare av The Marlburian. Han fick ett stipendium till Balliol College vid Oxford university 1881. 

### Tidig karriär och Zenda
Hope arbetade som advokat. Han hade tid att skriva, då hans arbetsdag inte var fullbokad under de första åren, och han bodde tillsammans med sin far som blivit änkeman, då kyrkoherde vid St Bride's Church, Fleet Street. Hans första roman A Man of Mark (1890) har likheter med den kommande romanen The prisoner of Zenda (Fången på Zenda): Den utspelar sig i ett uppdiktat land, Aureataland, och handlar om politiska omvälvningar berättat med humor. Flera romaner och noveller följde, bland andra Father Stafford 1891 och den ganska framgångsrika romanen Mr Witt's Widow 1892. 1893 skrev han tre romaner (Sport Royal, A Change of Air och Half-a-Hero) och en serie berättelser som först trycktes i Westminster Gazette och 1894 samlades i The Dolly Dialogues, illustrerad av Arthur Rackham. Dolly var hans första stora litterära framgång.    
Hopes berättelse med politisk intrig, The Prisoner of Zenda, (Fången på Zenda) kom ut 1894 och utspelar sig i ett fiktivt europeiskt kungarike vid namn 'Ruritanien'. Romanen blev en omedelbar framgång.
Uppföljaren till The prisoner of Zenda, (Fången på Zenda), Rupert of Hentzau, (I drottningens tjänst), påbörjades 1895 och gick som serie i Pall Mall Magazine, men utkom inte i bokform förrän 1898. The Heart of Princess Osra, en samling av noveller som utspelar sig cirka 150 år tidigare än handlingen i Prisoner of Zenda, gavs ut 1896. Hope skrev också, tillsammans med Edward Rose, den första dramatiseringen av The Prisoner of Zenda, vilken uppfördes på West End theatre samma år. Hope skrev år 1899 manus till dramat Rupert of Hentzau.

### Sen karriär
Hope skrev 32 volymer av romaner under sin livstid. 1896 publicerade han The Chronicles of Count Antonio, följd av en berättelse som utspelar sig på en grekisk ö, kallad Phroso 1897. Under slutet av 1897 åkte han till USA för att göra reklam för sina böcker.  
1898 skrev han Simon Dale, en historisk roman.  Marie Tempest hade huvudrollen i dramatiseringen kallad English Nell. En av Hopes pjäser, The Adventure of Lady Ursula, sattes upp 1898. Denna följdes av hans roman The King's Mirror (1899), som Hope själv ansåg vara ett av sina bättre verk. År 1900 publicerade han Quisanté.  Han skrev Tristram of Blent 1901 och Double Harness 1904, följd av A Servant of the Public 1905, om kärleken till skådespeleriet. 1906, gav han ut Sophy of Kravonia, en roman i samma anda som The Prisoner of Zenda. 1910 skrev han Second String, följd av Mrs Maxon Protests kommande år.  

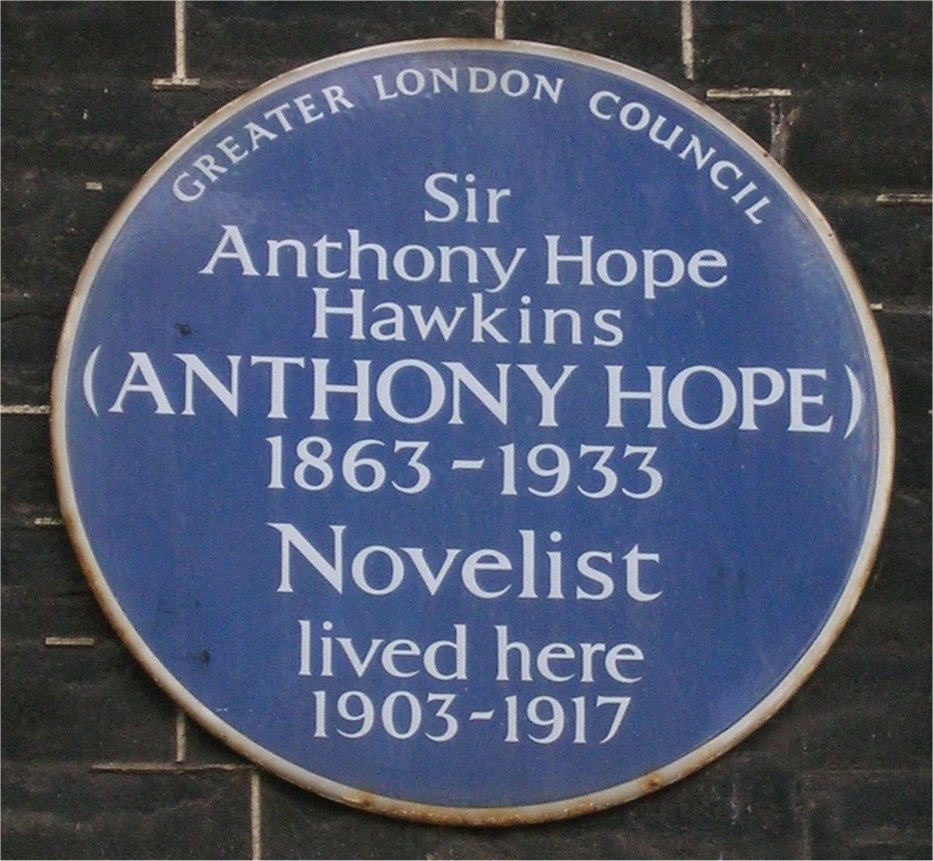
Blå minnesplakett i Bedford Square, London

Hope skrev även, eller samarbetade om, många pjäser och en del politiska (ej fiktiva) verk under första världskriget. Senare publikationer inkluderar Beaumaroy Home from the Wars, 1919, och Lucinda 1920. 
Hope gifte sig med Elizabeth Somerville (1885/6–1946) 1903, och de fick två söner och en dotter. Han adlades för sina bidrag till propagandan under första världskriget. Han gav ut en självbiografi, Memories and Notes, 1927.  Hope dog av strupcancer vid en ålder av 70 år. Det är uppsatt en blå minnesplakett på hans hus i Bedford Square, London.

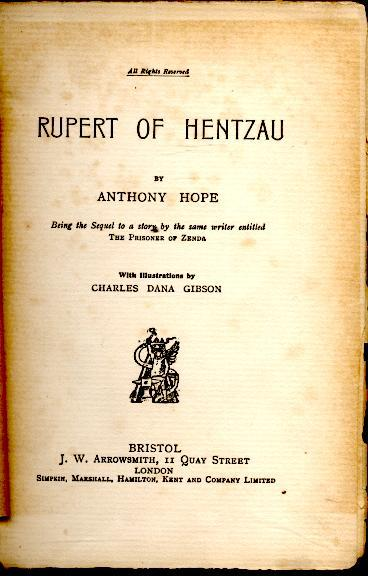
Rupert of Hentzau titelsidan av den brittiska förstautgåvan